# Peter Collas
Peter Collas (ur. 17 czerwca 1819 na Guernsey, zm. 1889 w Gdańsku) - gdański kupiec, ludwisarz i amerykański urzędnik konsularny.

## Życiorys
Syn kpt. Petera Collasa, inspektora Rejestru Lloyda (Lloyds Register of Shipping) w Guernsey (1834) i Judith de Putron. Absolwent Koledżu Elżbiety (Elizabeth College) w Guernsey (1830). Był kupcem i ludwisarzem w Gdańsku. Podjął się też tamże pełnienia funkcji agenta konsularnego Stanów Zjednoczonych (1858-1888) i jednocześnie wicekonsula Wielkiej Brytanii tamże (1870). W 1872 otrzymał obywatelstwo brytyjskie.